# Даван, Софи
Софи Мэри-Лиз Даван (фр. Sophie Marie-Lise Davant; 19 мая 1963, Бордо, Франция) — французская актриса, журналистка и телеведущая.

## Биография
Родилась 19 мая 1963 года в Бордо. Пьер Даван — отец, орнитолог, профессор биологии и научный сотрудник Института морской биологии в Аркашоне, один из основателей Общества изучения, охраны и развития природы на Юго-Западе) и Национального заповедника Банк д'Арген; мать (умерла от рака в 1983-м) также академик, при жизни была исследователем в области клеточной биологии и руководителем НЦНИ.
В 1985 году поступила в колледж при Институте журналистики в Бордо. В 1987 году она устроилась на работу в телекомпанию Antenne 2, где до 2006 года вела выпуски прогноза погоды и обзор прессы. В 1990 году стала соведущей в телеигре «Ключи от форта Байяр», получив всеобщую известность. В 1992 году была вынуждена оставить телешоу, перейдя в новую приключенческую телеигру «Тайны Ксапатана». В том же году она была назначена на должность ответственной за выпуски прогноза погоды на Antenne 2. В качестве актрисы снялась в 16 работах в кино.

## Личная жизнь
Была замужем за журналистом и ведущем Пьера Следа. От этого брака у неё двое детей: сын Николя (1993 года) и дочь Валентин (1995 года). Пара рассталась в начале 2012 года.
С марта 2012 по сентябрь 2013 годы состояла в отношениях с академиком и писателем Эриком Орсенна.

## Фильмография
1. Un chapeau de paille d’Italie (ТВ, 2016)
2. L’Hôtel du Libre-Echange (ТВ, 2015) — La dame
3. Trois contes merveilleux (ТВ, 2007) — La marraine (segment 'Cendrillon')
4. Trois jeunes filles nues (ТВ, 2006)
5. Un fil à la patte (ТВ, 2005) — Nini Galant

### Камео
1. Привет, земляне (Salut les Terriens; сериал, 2006 — …)
2. Великий журнал Канала+ (Le grand journal de Canal+; сериал, 2004 — …)
3. 20h10 pétantes (сериал, 2003 — …)
4. Мы испробовали все (On a tout essayé; сериал, 2000 — …)
5. Нельзя угодить всем (On ne peut pas plaire à tout le monde; сериал, 2000 — …)
6. Все говорят (Tout le monde en parle; сериал, 1998—2006)
7. Самое большое кабаре в мире (Le plus grand cabaret du monde; сериал, 1998 — …)
8. Скорей бы воскресенье (Vivement dimanche prochain; сериал, 1998 — …)
9. Да здравствует воскресенье (Vivement dimanche; сериал, 1998 — …)

## Телепередачи и телешоу
1. Прогноз погоды (1987—2006)
2. Приключения поездки (Aventures Voyages, телешоу, 1989)
3. Ключи от форта Байяр (телешоу, 1990-н. в.) — ведущая (1990—1992)
4. Тайны Ксапатана[фр.]; телешоу, 1992) — ведущая